# Psococerastis gibbosa
Psococerastis gibbosa — вид сеноедов семейства древесных вшей (собственно сеноедов).

## Распространение
Распространён в лесной зоне Палеарктики.

## Описание
Самка длиной 6—7 мм, самец — 5—6 мм. Передние крылья прозрачные, с немногими тёмно-серыми пятнами, более крупными у самки. RS и M передних и задних крыльев срастаются на некотором протяжении. Задний край девятого брюшного тергита самца выступающий. Гипандрий самца короткий, кили гипандрия широко расставлены, вершина рамки пениса слабовыемчатая. Медиальный вырост склерита генитальной пластинки самки короткий, лировидный; лопасть наружной створки яйцеклада длинная.

## Экология
Встречается этот вид на лиственных, реже на хвойных деревьях. Личинки образуют скопления, так называемые кулиги. Время лёта сеноедов с июля по август.